# Ивер и Телье (каталог марок)
«Иве́р и Телье́» (фр. Yvert et Tellier; часто просто «Иве́р») — генеральный каталог почтовых марок всего мира, главный продукт одноимённой французской компании Yvert et Tellier. Каталог является одним из признанных международных филателистических справочников, стоящим в одном ряду с каталожными изданиями «Михель», «Скотт» и «Стэнли Гиббонс».

## Описание
Каталог «Ивер и Телье» издаётся ежегодно в городе Амьене (Франция) на французском языке.
Каталог служит справочным пособием по почтовым маркам и странам, в первую очередь, наиболее популярным у французских филателистов, включая:
- Францию,
- Андорру,
- Монако,
- а также бывшие французские колонии и их филателистическая история как независимых государств.

В каталогах «Ивер» также перечисляются почтовые марки, эмитированные всеми другими странами мира, но для неевропейских стран тома́ организованы в алфавитном порядке, тогда как немецкая компания «Михель» применяет для своих каталогов географическую классификацию.
Обычно каталоги «Ивер» для неевропейских стран издаются чёрно-белыми.

Обложки каталога «Ивер и Телье», тома 1 и 2: «Почтовые марки Франции» и «Почтовые марки французских колоний» (2008)

## История
В ноябре 1896 года был напечатан первый всемирный каталог почтовых марок компании «Ивер и Телье». Издание сразу же получило успех благодаря логичной и постоянной системе нумерации, в отличие от большинства каталогов того времени, в которых каталожные номера изменялись после обнаружения забытых марок.
В дальнейшем каталог издавался совместно с парижской фирмой «Шампион»:

Примеры изданий каталога почтовых марок «Ивер и Телье — Шампион»
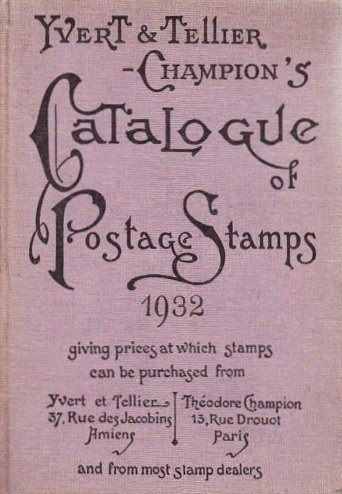
Издание 1932 года
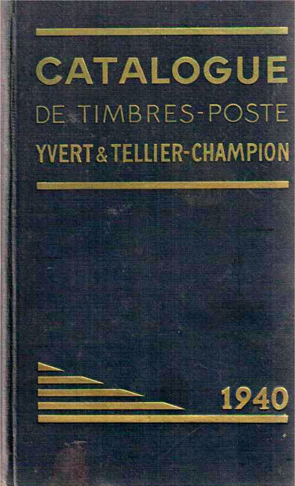
Издание 1940 года

О специфике каталога, менявшейся на протяжении многих десятилетий, можно судить, например, по 80-му изданию (на 1976 год), опубликованному фирмой в 1975 году для почтовых марок мира. Это издание включало три тома общим объёмом 2836 страниц, что было на 136 страниц больше по сравнению с предыдущим изданием. Увеличение объёма происходило в первую очередь за счёт марок стран Африки. Их возросший выпуск создавал сложности как филателистам, составляющим хронологические коллекции африканских государств, так и тематикам. На долю африканских почтовых ведомств приходилось наибольшее количество марок на темы «Флора», «Фауна», «Спорт», «Искусство», «Космос». Стоимость старых марок, выпущенных 100 и более лет назад, увеличилась, как и ранее, на 3—10 %. Повысились каталожные цены и на некоторые более поздние выпуски. Поднялась стоимость почтовых марок СССР (как довоенных, так и послевоенных выпусков) и ряда социалистических стран.
В 1984—1986 годах каталог объединял уже шесть томов: 1-й — Франция, Андорра, Монако и марки ООН, 2-й — бывшие французские колонии, французская почта за границей, 3-й и 4-й — Европа, 5-й и 6-й — остальные страны мира.
На основе продолжающейся традиции сотрудничества между Луи Ивером и Теодором Шампионом фирма Ancienne Maison Théodore Champion редактирует ежемесячно и ежегодно цветной каталог «Ивер» для новых марок всех стран мира.